# Курмэйд (провинция)
Курмэйд (дзонг-кэ ཀུར་སྨད་, вайли kur-smad) — одна из девяти исторических провинций Бутана.
Находилась на юго-востоке Бутана и была создана одновременно с провинцией Куртед. К концу XIX века, местный «правитель» фактически находился в подчинении Тронгса-пенлопа с востока страны.